# Afrika (jeu vidéo)
Pour les articles homonymes, voir Afrika.
Afrika est un jeu vidéo de simulation de photographie et de safari sorti sur PlayStation 3. Développé par Rhino Studios, le jeu fut annoncé pour la première fois dans une vidéo promotionnelle durant la conférence de presse de Sony à l'E3 2006. Sa sortie en Europe a été annulée. La version Nord-Américaine est la seule qui dispose de la mise à jour permettant l'accès aux trophées.

## Système de jeu
Dans Afrika, le joueur tient le rôle d'un ou d'une photojournaliste.
Le joueur pourra se déplacer à pied, en jeep ou en montgolfière, de jour comme de nuit, pour prendre les animaux rencontrés en photo. Une caméra télécommandée permettra d'approcher sans danger les espèces les plus farouches.
Les photos prises permettront d'accéder à une bibliothèque des animaux contenant de véritables vidéos et informations encyclopédiques sur les différents animaux présents dans le jeu.

## Musique
La musique du jeu a été composée, orchestrée et conduite par Wataru Hokoyama. Cette musique a été récompensée comme "meilleure musique de jeu vidéo" par "The Hollywood Music Awards" en 2008.